# Genoa Cricket and Football Club 1954-1955
Questa voce raccoglie le informazioni riguardanti il Genoa Cricket and Football Club nelle competizioni ufficiali della stagione 1954-1955.

## Stagione
A inizio stagione il Genoa organizzò la seconda edizione della Coppa Barbieri, sempre contro la Sampdoria: la partita terminò con un pareggio per 2-2 (doppietta per i rossoblù di Ivan Firotto).
Nella stagione 1954-1955 il Genoa neopromosso disputò il campionato di Serie A, un torneo a 18 squadre, ottenne l'undicesimo posto in classifica con 31 punti, lo scudetto è stato vinto dal Milan con 48 punti. L'Udinese piazzatasi sorprendentemente al secondo posto, e il Catania dodicesimo, sono stati retrocessi in Serie B per un illecito sportivo, su delibera della Lega Nazionale, Spal e Pro Patria, ultima e penultima hanno potuto mantenere la categoria. Migliori marcatori genoani di questa stagione Attilio Frizzi con nove reti e Giorgio Dal Monte con otto centri.

## Divise
La maglia per le partite casalinghe presentava i colori rossoblù.

## Organigramma societario
Area direttiva
- Presidente: Comitati di Presidenza

Area tecnica
- Allenatore: György Sárosi[2], Ermelindo Bonilauri

## Rosa
| N. |                   | Ruolo | Calciatore           |
| -- | ----------------- | ----- | -------------------- |
|    | Italia (bandiera) | P     | Angelo Franzosi      |
|    | Italia (bandiera) | P     | Enrico Gualazzi      |
|    | Italia (bandiera) | D     | Fosco Becattini      |
|    | Italia (bandiera) | D     | Maurizio Bruno       |
|    | Italia (bandiera) | D     | Ennio Cardoni        |
|    | Italia (bandiera) | D     | Pier Ugo Melandri    |
|    | Italia (bandiera) | C     | Rino Carlini         |
|    | Italia (bandiera) | C     | Adriano Corrente     |
|    | Italia (bandiera) | C     | Benedetto De Angelis |
|    | Italia (bandiera) | C     | Luciano Delfino      |
|    | Italia (bandiera) | C     | Flavio Emoli         |

| N. |                      | Ruolo | Calciatore            |
| -- | -------------------- | ----- | --------------------- |
|    | Italia (bandiera)    | C     | Bruno Gremese         |
|    | Norvegia (bandiera)  | C     | Ragnar Nikolai Larsen |
|    | Italia (bandiera)    | C     | Paolo Pestrin         |
|    | Italia (bandiera)    | C     | Silvano Pravisano     |
|    | Danimarca (bandiera) | A     | Niels Bennike         |
|    | Italia (bandiera)    | A     | Riccardo Carapellese  |
|    | Italia (bandiera)    | A     | Antonio Corso         |
|    | Italia (bandiera)    | A     | Giorgio Dal Monte     |
|    | Italia (bandiera)    | A     | Ivan Firotto          |
|    | Italia (bandiera)    | A     | Attilio Frizzi        |
|    | Ungheria (bandiera)  | A     | István Mike Mayer     |

## Risultati

### Serie A

#### Girone di andata
| Arbitro: | Marchetti (Milano) |

|                   |           |            |
| Vinyei 40’ (aut.) | Marcatori | 64’ Vitali |

| Arbitro: | Bonetto (Torino) |

|                                      |           |            |
| Larsen 22’ (aut.) Cardoni 50’ (aut.) | Marcatori | 74’ Frizzi |

| Arbitro: | Lo Bello (Siracusa) |

|             |           |           |
| Firotto 43’ | Marcatori | 53’ Marin |

| Arbitro: | Campanati (Milano) |

|                                |           |  |
| Bettini 10’, 20’ Menegotti 79’ | Marcatori |  |

| Genova 17 ottobre 1954 5ª giornata | Genoa            | 0 – 0 | Catania | Stadio Luigi Ferraris\| Arbitro: \| Griggi (Brescia) \| |
| Arbitro:                           | Griggi (Brescia) |       |         |                                                         |

| Arbitro: | Campanati (Milano) |

|                         |           |  |
| Dal Monte 28’ Corso 32’ | Marcatori |  |

| Arbitro: | Perego (Milano) |

|            |           |               |
| Jensen 43’ | Marcatori | 89’ Dal Monte |

| Arbitro: | Bellè (Venezia) |

|                 |           |                           |
| Rota 29’ (aut.) | Marcatori | 30’ Pivatelli 70’ Bonafin |

| Arbitro: | Liverani (Torino) |

|                       |           |                               |
| Ronzon 37’ Tortul 47’ | Marcatori | 19’ Carapellese 48’ Dal Monte |

| Arbitro: | Pieri (Trieste) |

|                            |           |  |
| Frizzi 57’ Carapellese 81’ | Marcatori |  |

| Arbitro: | Maurelli (Roma) |

|  |           |               |
|  | Marcatori | 4’, 47’ Mayer |

| Arbitro: | Bellè (Venezia) |

|                               |           |                    |
| Montico 3’ Manente 80’ (rig.) | Marcatori | 14’ Attilio Frizzi |

| Genova 26 dicembre 1954 13ª giornata | Genoa            | 0 – 0 | Fiorentina | Stadio Luigi Ferraris\| Arbitro: \| Orlandini (Roma) \| |
| Arbitro:                             | Orlandini (Roma) |       |            |                                                         |

| Arbitro: | Arpaia (Roma) |

|  |           |                          |
|  | Marcatori | 23’ Frizzi 61’ Dal Monte |

| Arbitro: | Rigato (Mestre) |

|                     |           |                               |
| Schiaffino 31’, 89’ | Marcatori | 10’ Carapellese 64’ Dal Monte |

| Genova 23 gennaio 1955 16ª giornata | Genoa                 | 0 – 0 | Novara | Stadio Luigi Ferraris\| Arbitro: \| Guarnaschelli (Pavia) \| |
| Arbitro:                            | Guarnaschelli (Pavia) |       |        |                                                              |

| Torino 30 gennaio 1955 17ª giornata | Torino             | 0 – 0 | Genoa | Stadio Filadelfia\| Arbitro: \| Valsecchi (Milano) \| |
| Arbitro:                            | Valsecchi (Milano) |       |       |                                                       |

#### Girone di ritorno
| Arbitro: | Marchetti (Milano) |

|                                   |           |             |
| Beltrandi 9’ Vitali 29’ Posio 47’ | Marcatori | 76’ Pestrin |

| Arbitro: | Piemonte (Monfalcone) |

|            |           |  |
| Frizzi 83’ | Marcatori |  |

| Arbitro: | Rigato (Mestre) |

|           |           |  |
| Rossi 76’ | Marcatori |  |

| Arbitro: | Coppa (Como) |

|             |           |              |
| Firotto 10’ | Marcatori | 4’ Menegotti |

| Arbitro: | Scaramella (Roma) |

|                           |           |  |
| Ghiandi 20’ Spikofski 29’ | Marcatori |  |

| Arbitro: | Guarnaschelli (Pavia) |

|                        |           |                 |
| Löfgren 51’ Burini 53’ | Marcatori | 73’ Carapellese |

| Genova 20 marzo 1955 24ª giornata | Genoa             | 0 – 0 | Triestina | Stadio Luigi Ferraris\| Arbitro: \| Marchese (Napoli) \| |
| Arbitro:                          | Marchese (Napoli) |       |           |                                                          |

| Arbitro: | Bellè (Venezia) |

|                          |           |                      |
| Pivatelli 6’, 81’ (rig.) | Marcatori | 75’ (rig.) Dal Monte |

| Arbitro: | Maurelli (Roma) |

|           |           |           |
| Frizzi 6’ | Marcatori | 50’ Conti |

| Arbitro: | Moriconi (Roma) |

|  |           |               |
|  | Marcatori | 38’ Dal Monte |

| Arbitro: | Grandville (Roma) |

|            |           |                             |
| Larsen 88’ | Marcatori | 19’ Danova 75’, 77’ Hofling |

| Arbitro: | Marchetti (Milano) |

|                      |           |  |
| Frizzi 27’ Corso 39’ | Marcatori |  |

| Arbitro: | Griggi (Brescia) |

|                     |           |                 |
| Buzzin 50’ Gren 82’ | Marcatori | 34’, 37’ Frizzi |

| Arbitro: | Agnolin (Bassano del Grappa) |

|           |           |  |
| Corso 36’ | Marcatori |  |

| Arbitro: | Orlandini (Roma) |

|  |           |                                                                         |
|  | Marcatori | 0’, 57’, 87’ Nordahl 17’, 20’ Schiaffino 47’, 65’ Frignani 83’ Liedholm |

| Arbitro: | Perego (Milano) |

|                           |           |               |
| Marzani 11’ Arce 20’, 53’ | Marcatori | 49’ Dal Monte |

| Arbitro: | Perego (Milano) |

|                         |           |  |
| Corso 3’ De Angelis 41’ | Marcatori |  |

## Statistiche

### Statistiche di squadra
| Competizione | Punti | In casa | In casa | In casa | In casa | In casa | In casa | In trasferta | In trasferta | In trasferta | In trasferta | In trasferta | In trasferta | Totale | Totale | Totale | Totale | Totale | Totale | DR  |
| Competizione | Punti | G       | V       | N       | P       | Gf      | Gs      | G            | V            | N            | P            | Gf           | Gs           | G      | V      | N      | P      | Gf     | Gs     | DR  |
| ------------ | ----- | ------- | ------- | ------- | ------- | ------- | ------- | ------------ | ------------ | ------------ | ------------ | ------------ | ------------ | ------ | ------ | ------ | ------ | ------ | ------ | --- |
| Serie A      | 31    | 17      | 6       | 8       | 3       | 16      | 17      | 17           | 3            | 5            | 9            | 18           | 27           | 34     | 9      | 13     | 12     | 34     | 44     | -10 |

### Statistiche dei giocatori
| Giocatore      | Serie A  | Serie A |
| Giocatore      | Presenze | Reti    |
| -------------- | -------- | ------- |
| F. Becattini   | 30       | 0       |
| R. Carapellese | 29       | 4       |
| E. Cardoni     | 34       | 0       |
| R. Carlini     | 32       | 0       |
| A. Corrente    | 4        | 0       |
| A. Corso       | 14       | 4       |
| G. Dal Monte   | 33       | 8       |
| B. De Angelis  | 16       | 1       |
| L. Delfino     | 18       | 0       |
| F. Emoli       | 8        | 0       |
| I. Firotto     | 7        | 2       |
| A. Franzosi    | 30       | -36     |
| A. Frizzi      | 33       | 9       |
| B. Gremese     | 1        | 0       |
| E. Gualazzi    | 4        | -8      |
| R. Larsen      | 31       | 1       |
| I. Mike        | 16       | 2       |
| P. Pestrin     | 32       | 1       |
| S. Pravisano   | 2        | 0       |